# Святой Матвей (фрегат)
«Святой Матвей» — парусный 16-пушечный фрегат Черноморского флота Российской империи.

## Описание фрегата
Длина судна составляла от 26,5 метра, ширина — 7,4 метра, а осадка — 3,2 метра. Вооружение судна состояло из 16-и орудий.

## История службы
Фрегат был куплен в одном из портов Средиземного моря и в 1792 году вошёл в состав Черноморского флота России под именем «Святой Матвей».
С 1794 по 1797 год совершал плавания в Чёрном море, использовался для доставки грузов между портами.
Фрегат «Святой Матвей» был разобран в Николаеве в 1804 году.

## Командиры фрегата
Командирами фрегата «Святой Матвей» в разное время служили:
- Н. А. Тизенгаузен (1794—1796 годы).
- А. П. Орн (1797 год).